# ويكيد (رواية ماجواير)
ويكيد: حياة وأوقات الساحرة الشريرة في الغرب هي رواية أمريكية نُشرت عام 1995، كتبها جريجوري ماجواير ورسومها لدوجلاس سميث. هي أول رواية في سلسلة من أربع أجزاء.
ويكيد تقدم قراءة جديدة أكثر عمقاً ونضجاً لشخصيات وأحداث رواية "ساحر أوز العجيب" التي كتبها فرانك باوم عام ١٩٠٠ وما تلاها من أجزاء وما اقتُبس منها للسينما عام ١٩٣٩. تروي الرواية سيرة ساحرة الغرب الشريرة، التي تُدعى "إلفابا"، متتبعةً حياتها منذ ولادتها ومروراً بنبذ المجتمع لها وسنوات دراستها وتطرفها حتى أيامها الأخيرة. ويقدم ماغواير هذه الشخصية -- التي طالما صُوِّرت شريرة -- في ضوء إنساني، متخذاً من رحلتها مدخلاً لبحث إشكالية الشر، وجدلية الفطرة ضد التنشئة، وقضايا الإرهاب والدعاية والغاية الوجودية.
اقتُبست الرواية في عام 2003 إلى عرض مسرحي موسيقي على مسرح برودواي، حيث نال جائزة توني المرموقة. وفي الآونة الأخيرة، تحول العمل إلى فيلمين سينمائيين، عُرض الجزء الأول منهما في نوفمبر 2024، ومن المتوقع عرض الجزء الثاني في نوفمبر 2025.

## خلفية
بدأ ماغواير يتأمل في ماهية الشر خلال إقامته في لندن مطلع التسعينيات. وقد لفت انتباهه أنه رغم تناول مسألة الشرّ من زوايا متعددة، إلا أنه نادراً ما جُمعت تلك الزوايا في رؤية متكاملة. وتساءل عما إذا كان وصم الإنسان بالشر كافياً لتحقق النبوءة ذاتها.
"إذا لازمك الناس بالنعت السيء، فإلى أي مدى سيتغلغل ذلك في نفسك؟ وإلى أي مدى ستستسلم قائلاً: حسناً، فلأكن ما تصفونني به، فما دمتُ عاجزاً عن تغيير نظرتكم، فلِمَ أُجهد نفسي عبثاً؟ وبأي معايير ينبغي لي أن أعيش؟"
كما استوحى أفكاره من جريمة قتل جيمس بولجر عام 1993، حيث كان الضحايا والمجرمون أطفالًا صغارًا.
"تساءل الجميع: كيف لهؤلاء الفتية أن يبلغوا هذا الحد من الشر؟ أوُلدوا أشراراً أم دفعتهم الظروف إلى هذا السلوك؟ وهذا ما أعادني إلى إشكالية الشر التي طالما أرَّقت كل من نشأ على المذهب الكاثوليكي."
أمضى ماغواير حياته المهنية قبل ذلك في كتابة أدب الأطفال، وواجه صعوبة في إيجاد أسلوب مناسب للكتابة عن الشر، إذ لم يجد في أدب الأطفال شخصيات شريرة فعليا. وفي ما وصفه لاحقاً بأنه "الإلهام الأعظم في حياتي"، أدرك أن هناك بالفعل أشراراً في كتب الأطفال، لكنهم عادةً ما يُصوَّرون كشخصيات نمطية أحادية البعد بهدف إثارة ردة فعل عاطفية سريعة لدى القراء الصغار. وبينما كان يفكر في شخصية يكتب عنها، تراءت له ساحرة الغرب الشريرة، كما جسدتها مارغريت هاملتون في فيلم MGM، وهي تلقي عبارتها الشهيرة: "سأنال منكِ يا جميلتي، ومن كلبك الصغير أيضاً!" وكان ماغواير مفتوناً طوال حياته بـ "ساحر أوز"، سواء في روايته الأصلية أو في الفيلم الذي كان يشاهده سنوياً عند عرضه. فقرر أن يروي قصة حياة الساحرة الشريرة مستخدماً نفس النطاق الواسع والرسائل الأخلاقية العميقة التي امتازت بها روايات تشارلز ديكنز.

## الحبكة
في أرض أوز ، أنجبت زوجة الوزير، ميلينا ثروب، ابنة تدعى إلفابا. وولدت الطفلة خضراء البشرة، حادة الأسنان، وحشية السلوك، وبخوف من الماء. تتناول القصة طفولة إلفابا الصعبة قبل أن تنتقل إلى جامعة شيز وتعيش مع زميلتها جاليندا المتسلقة اجتماعيا، التي أصبحت لاحقًا جليندا .
أثناء دراستهما في شِز، اكتشفت الفتاتان أن أوز تعجُّ بالتوتر السياسي. واقترحت ناظرة المدرسة السيدة موريبل -- وهي من أصحاب النفوذ في أوز -- على إلفابا وجليندا العمل معها في الخفاء لتهدئة الأوضاع السياسية في البلاد. لكنهما فضّلا العمل المباشر، فتوجها إلى المدينة الزمردية لمقابلة الساحر وعرض قضيتهما عليه. وبعد أن تجاهل الساحر مخاوفهما، نهضت إلفابا بنفسها، فتوارت عن الأنظار وانضمت إلى جماعة سرية إرهابية تعمل في المدينة الزمردية.
بعد خمس سنوات، التقت إلفابا مجدداً بزميلها السابق الأمير فييرو، الذي تزوج وأنجب ثلاثة أطفال، ونشأت بينهما علاقة غرامية محرمة. قُبض على فييرو في مخبأ إلفابا واعتقله جهاز الشرطة السري التابع للساحر. وإذ لامت نفسها على اعتقاله، لجأت إلفابا إلى دير. وبعد سبع سنوات، زارت عائلة فييرو في قصرهم كيامو كو على أمل نيل عفوهم. اصطحبت معها صبياً يدعى لير، وهو ابنها من فييرو. سمحت لها عائلة فييرو بالإقامة ضيفةً عندهم، لكن زوجته ساريما رفضت سماع اعتذارها. وأثناء إقامتها هناك، بدأت إلفابا في دراسة السحر واكستبت سمعة كساحرة.
طلب والد إلفابا مساعدتها مع أختها نيساروز، التي أصبحت أيضًا ساحرة وتولت منصب إلفابا الوراثي كحاكمة لمونشكينلاند . سئمت إلفابا من استخدامها كبيادق في أجندات الآخرين وعدم رغبتها في الحكم، وبدلاً من ذلك تخلت عن مطالبها. وعدت نيساروز بإعطاء إلفابا حذائها الفضي المسحور بعد وفاتها. عندما عادت إلفابا إلى كيامو كو، اكتشفت أن قوات الساحر قد أسرت عائلة فييرو.
بعد سبع سنوات، أصابت عاصفة بلاد مونشكينلاند، مما أدى إلى سقوك كوخ على نيساروز وقتلها. قطن الكوخ فتاة صغيرة تدعى دوروثي جيل وكلبها الصغير توتو. التقت إلفابا وجليندا لأول مرة منذ سنوات بعد وقت قصير من وفاة نيساروز. بعد أن علمت أن غليندا أرسلت دوروثي مع أحذية نيساروز، خوفًا من أن تؤدي قوتها إلى إشعال حرب أهلية في مونشكينلاند، شعرت إلفابا بالغضب، لأن الأحذية كانت ملكها بحق.
التقت إلفابا مع الساحر لتتوسل إليه لإطلاق سراح فييرو وعائلته. شرح الساحر أنه قتلهم جميعًا إلا ابنة فييرو، نور، التي استعبدها، وأنه أتى من عالم آخر ولا يخضع لقوانين أوز. بعد تلك المواجهة، تعلمت إلفابا من ساعة التنين الزمني أن الساحر هو والدها البيولوجي، مما يجعلها طفلة لعالمين مختلفين وبالتالي لن تتأقلم مع أي مكان أبدًا.
عندما وصلت دوروثي وأصدقائها إلى كيامو كو، أخبرت إلفابا أنه بينما أرسلها الساحر بأوامر "لقتل ساحرة الغرب الشريرة"، جاءت دوروثي للاعتذار عن قتل نيساروز. غاضبة من أن دوروثي تطلب المغفرة التي حُرمت منها هي نفسها، لوحت إلفابا بمكنستها المشتعلة في الهواء وأشعلت النار في تنورتها عن غير قصد. رمت عليها دوروثي دلوًا من الماء لإنقاذها، لكن بدل من ذلك فإن الماء (الذي تعاني إلفابا من حساسية تجاهه) أذابها.
عادت دوروثي إلى الساحر بزجاجة خضراء، تذكّر أنها الجرعة التي استخدمها لتخدير ميلينا قبل سنوات، فغادر مدينة الزمرد على عجل إلى عالمه الخاص قبل ساعات قليلة من الانقلاب الذي كان سيطيح به ويقتله. وانتهى الكتاب بالفوضى السياسية التي تسود أوز.

## الشخصيات الرئيسية
إلفابا ثروب: بطلة الرواية، فتاة ذات بشرة خضراء تُعرف لاحقاً بساحرة الغرب الشريرة. يتكشف في الرواية أنها ابنة الساحر. لم يُذكر اسم ساحرة الغرب الشريرة في روايات باوم؛ واشتق ماغواير اسم إلفابا من الأحرف الأولى لاسم باوم.
غاليندا أردوينا أبلاند (تُعرف لاحقاً بـغليندا): زميلة إلفابا في جامعة شِز، وتصبح فيما بعد ساحرة الشمال الطيبة. كرهت إلفابا في البداية، ثم أصبحتا صديقتين مقربتين.
نيساروز ثروب: أخت إلفابا الصغرى، التي تُعرف لاحقاً بـ"ساحرة الشرق الشريرة". وُلدت بلا ذراعين. تتميز بجمال فائق وتحظى بشعبية تفوق إلفابا، مما يثير حفيظة أختها.
فييرو تيغلار: أمير قبيلة أرجيكي في فينكوس. يلتقي بإلفابا في شِز ثم تجمعه بها علاقة غرامية أثناء مشاركتها في حركة المقاومة ضد ساحر أوز.
ساحر أوز العظيم: الشخصية المعادية الرئيسة في الرواية. إنسان قدم إلى أوز من الأرض في منطاد. كان يبحث في البداية عن كتاب غريميري، لكنه اكتشف إمكانية تدبير انقلاب والاستيلاء على السلطة.
السيدة موريبل: ناظرة كلية كراج في جامعة شِز التي تدرس فيها إلفابا وغاليندا، وتتحكم من وراء الستار في السياسة الأوزية.
الدكتور ديلاموند: مرشد إلفابا وأستاذها المفضل في شِز. ماعز يُغتال لاحقاً ضمن حملة الساحر ضد الحيوانات العاقلة.
ميلينا ثروب: والدة إلفابا ونيساروز وأخيهما شِل.
فريكسبار: زوج ميلينا، واعظ متجول.
شِل: الأخ الأصغر لإلفابا ونيساروز.

## الأغراض

### طبيعة الشر
حسب المؤلف ماغواير، تدور رواية "ويكد" في المقام الأول حول التماهي مع شخص منبوذ من المجتمع. ووصفتها صحيفة "ذا غازيت" بأنها "قصة تحذيرية... عما يحدث حين نقرر كمجتمع أن نصم كل من يختلف عن المألوف بالشر."
قبل كتابة Wicked ، اهتم ماجواير بفحص طبيعة الشر من منظور شخص يُعتبر شريرًا.  وأشار إلى أنه في حين تجنب عمدًا استخدام شخصيات القصص الخيالية التقليدية في كتابة الرواية الأصلية، فإن الساحرة الشريرة في الغرب كانت الاستثناء الوحيد، حيث تم تصويرها على أنها شخصية "الساحرة في قصرها" النمطية، مع كون الشر هو السمة المميزة لشخصيتها.  تطرح الرواية سؤالا حول ما إذا كان الشر فطريا أم مكتسبا. إلفابا منبوذة اجتماعيًا على الرغم من كونها من أصل نبيل، مما يجعلها تتساءل عن مقدار القوة التي تمتلكها حقًا على حياتها الخاصة. 

### الدعاية والإرهاب
في مقال لها في مجلة The American Experience ، وصفت ريبيكا أونيون كتاب ويكيد بأنه "نظرة مطولة في السلطة والسياسة".  ولاحظ ماجواير أوجه التشابه بين كلمتي "شرير" (ويكيد) و" هتلر"، واصفًا اختياره لهذا العنوان لكتابه بأنه "ليس مصادفة". وتذكر أنه قرأ عنوانًا رئيسيًا لصحيفة في عام 1991 يقارن بين صدام حسين وأدولف هتلر، وشعر بشكل مباشر بالقوة العاطفية للدعاية.  "شرع ماجواير في "فحص اللغة والدعاية المستخدمة لحشد القوة الغاشمة ضد الأفراد أو الأقليات التي ربما كانت تعارض الحرب".  في الكتاب، تتضمن إحدى العناصر الرئيسية لأجندة الساحر إخضاع الحيوانات الواعية وتروج السيدة موريبل لهذه الفكرة باستخدام نوع من القصائد الأخلاقية تسمى "التهدئة". ترى إلفابا على الفور الدعاية على حقيقتها. 
وأشار تور إلى أن الإرهاب، سواء المرتكب من قبل الدولة أو ضدها، يلعب دورا رئيسيا في النصف الثاني من الكتاب. يحتفظ الساحر بقوة شرطة سرية تشبه قوات الأمن الخاصة، وهي قوة العاصفة، التي تستخدم العنف لتنفيذ أجندته الشمولية. وبالمثل، تستخدم إلفابا الإرهاب لمحاربتهم،  على الرغم من أنها تتجنب استهداف الأطفال. 

### غاية الحياة
كان ماجواير كاثوليكيًا طوال حياته، ويتذكر الراهبات اللاتي كن يدرسن في المدارس الكاثوليكية في مسقط رأسه في ألباني، نيويورك . أعجب بإحساسهم بالهدف والتفاني في قضيتهم، قائلاً إن نزاهتهم وغموضهم جعلهم ساحرات في ذهنه. تكتشف إلفابا هدفها كطالبة في جامعة شيز، حيث ألهمها مقتل أستاذها المفضل، الدكتور ديلاموند، للانضمام إلى قضية حقوق الحيوان. ومع تقدم القصة، فإنها تعزز التزامها بقضيتها، وتصبح منفية سياسية بسبب معتقداتها.  

## كأدب تنقيحي
على ظاهراها، فإن ويكيد رواية موازية منقحة لرواية ساحر أوز العجيب. قارنتها صحيفة الإندبندنت بروايتيّ بحر سارجاسو الواسع والغابة البرية باعتبارها جزءًا من "نوع فرعي رائع من الروايات التي تعيد النظر في قصص معروفة بروح النقد والتكريم على حدٍ سواء".  وفي حين قبل المؤلفون السابقون الإطار الأخلاقي القائم لقصص أوز، أظهرت ويكيد عاطفتها تجاه القصص الأصلية بينما شككت في الوقت نفسه في كل ما تمثله. يقدم ماجواير وجهة نظر متعاطفة لشخصية شريرة من خلال تفصيل قصة حياتها ومساعدة القارئ على فهم كيف يمكن لـ "طفلة بريئة وإن كانت خضراء اللون وعضّة" أن تتحول إلى "إرهابية أخلاقية لا تزال قائمة".  كما قام بتحويل أرض أوز نفسها، وتغيير ما رآه كعالم منعزل وضيق الأفق إلى عالم تتقاطع فيه وتتداخل المجموعات المختلفة وأجنداتها السياسية. 

## التكيفات

### موسيقية
في عام 2003، اقتبست الرواية كمسرحية موسيقية على مسرح برودواي بعنوان Wicked من تأليف الملحن والشاعر الغنائي ستيفن شوارتز وكاتبة النصوص ويني هولزمان . أنتجت المسرحية الموسيقية شركة يونيفرسال بيكتشرز وأخرجها جو مانتيلو، مع الإخراج الموسيقي بواسطة واين سيلينتو . وتبع إنتاج برودواي إنتاجات طويلة الأمد في شيكاغو، ولندن، وسان فرانسيسكو، ولوس أنجلوس في الولايات المتحدة، إضافة إلى ألمانيا واليابان. تم ترشيحها لعشر جوائز توني، وفازت بثلاثة منها، وهي رابع أطول عرض على برودواي في التاريخ، بأكثر من 7400 عرض. تم إنتاج العرض المسرحي الأصلي على مسرح برودواي من قبل إيدينا مينزل بدور إلفابا وكريستين تشينويث بدور جليندا. 

### برنامج تلفزيوني غير منتج
في مقابلة أجريت عام 2009، صرح ماجواير أنه باع حقوقه إلى ABC لإنتاج مسلسل تلفزيوني مستقل غير موسيقي لرواية Wicked . لن يكون مبنيًا على سيناريو ويني هولزمان .  في 9 يناير 2011، ذكرت مجلة Entertainment Weekly أن شركة ABC ستتعاون مع سلمى حايك وشركة إنتاجها لإنشاء مسلسل تلفزيوني قصير بعنوان Wicked يعتمد فقط على رواية ماجواير.  لم يدخل المسلسل الصغير مرحلة الإنتاج أبدًا.

### الأفلام
في سبتمبر 2010، كشف موقع فيلم شافت أن شركة يونيفرسال بيكتشرز بدأت العمل على إنتاج فيلم مقتبس من المسرحية الموسيقية.  في ديسمبر 2012، بعد نجاح فيلم البؤساء،   أعلن مارك بلات، وهو أيضًا منتج للنسخة المسرحية، أن الفيلم سيُعرض،  وأكد لاحقًا أن الفيلم يهدف إلى إصداره في عام 2016.  أعلنت شركة يونيفرسال في عام 2016 أن الفيلم سيُطرح في دور العرض في 22 ديسمبر 2021، بإخراج ستيفن دالدري .  بعد توقف الإنتاج أثناء جائحة فيروس كورونا عام 2020،  غادر دالدري الإنتاج بسبب تضارب المواعيد وتم استبداله بجون إم. تشو .  تم اختيار سينثيا إيريفو وأريانا غراندي لدور إلفابا وجاليندا على التوالي، مع جوناثان بيلي لدور فييرو. 

### رواية مصورة
في مارس 2025، ستنشر دار نشر ويليام مورو للنشر المجلد الأول من رواية مصورة مقتبسة من رواية «ويكيد»، مع رسوم توضيحية عن سكوت هامبتون. 

## روابط خارجية
- GregoryMaguire.com - الموقع الرسمي للمؤلف، والذي يتضمن منتدى للمناقشة.
- رواية Wicked وتفاصيل الموسيقى Wicked على موقع المعجبين الرسمي لستيفن شوارتز
- دليل دراسي لكتاب "الأشرار: حياة وعصر الساحرة الشريرة في الغرب"